# Chiesa di San Giorgio (Contà)
La chiesa di San Giorgio è una chiesa sussidiaria a Terres, frazione di Contà, e risale al XII secolo.

## Storia
La costruzione del primo nucleo edificale della chiesetta, secondo recenti indagini dendrocronologiche, dovrebbe essere posteriore al 1150. La chiesa dovrebbe essere dunque la più antica di Terres.
Gli affreschi ritrovati nel 1924 sulla parete settentrionale sono databili attorno ai primi decenni del XIII secolo.
Tra il 1450 (termine post quem ricavato dall'analisi dendrocronologica da residui di travature) e il 1472, data incisa presso la Crocifissione, la piccola chiesa venne riedificata nelle sue forme attuali con l'ampliamento della parte absidale: in questi anni furono realizzate le pitture dell'abside.
Nel 1542 fu realizzato l'avvolto della chiesa, coprendo parzialmente la scena dell'Annunciazione.
Negli Atti visitali del 1579 è riportata la presenza di due altari consacrati, uno dedicato a san Giorgio e l'altro a san Rocco, fatto levare nel 1616.
Simone Weber racconta della costruzione nel 1742 di tabernacoli con le quattordici stazioni della Via Crucis, posizionati lungo la salita che conduce alla chiesa. Sotto la mensa dell'altare era poi stata posizionata una effigie di Gesù nel sepolcro, realizzata da Sisinio Alessandro Prati. Inoltre menzionava un restauro risalente al 1880, di cui non ci sono notizie. Sicuramente tra il 1925 e il 1926 vennero ritoccati gli affreschi dal restauratore Brizi, in quest'occasione fu spostato al Castello del Buonconsiglio l'affresco di San Giorgio.
Nel 1954 la pavimentazione venne rifatta in porfido, l'abside venne rialzata e fu ricostruito l'altare. La dedicazione divenne a "Maria Santissima, regina delle famiglie e del comune di Terres", come si legge sulla campana.
L'ultimo ciclo restaurativo è iniziato nel 1992: sono state riviste le coperture con una nuova struttura in legno e all'interno è stato asportato l'intervento del 1954, restituendo all'altare e al pavimento (battuto di calce) il suo aspetto originario.

## Descrizione

### Struttura
La chiesa si trova in cima al colle omonimo, vicino alla Chiesa dei Santi Filippo e Giacomo, ed è orientata a nord-est. All'esterno presenta una facciata a due spioventi, interrotti dal piccolo campanile a vela. A destra del portale gotico archiacuto in pietra si apre una piccola finestra quadrangolare protetta da inferriate, nella parte bassa dell'affresco rappresentante San Cristoforo. Tracce di un altro affresco sono presenti a sinistra del portale, mentre sopra l'ingresso si trova un riquadro dipinto, ormai illeggibile.
All'interno la navata unica è divisa in due campate da una coppia di paraste in pietra. È coperta da volte a crociera costolonate, con nervature sostenute da una serie di peducci. La struttura si conclude con l'abside semicircolare leggermente rialzata, illuminata da due piccole finestre rettangolari, con al centro l'altare in pietra e muratura.

### Gli affreschi
Il primo ciclo di affreschi, sulla parete sinistra della chiesa, fu realizzato nel XIII secolo ed è stato attribuito al cosiddetto Maestro di Ceniga. Nicolò Rasmo propose come datazione i primi decenni del Duecento, studi più recenti invece propongono la fine del XIII secolo e i primi del Trecento, basandosi su una dubbia data rintracciata nella cripta della Pieve di Santa Croce, a Santa Croce del Bleggio. Tuttavia Claudio Strocchi propende per una datazione più antica, primi decenni del XIII secolo, basandosi sul ciclo realizzato all'eremo di San Paolo.
Sulla parete settentrionale della chiesetta di Terres sono ancora visibili, interrotti dall'imposta delle volte gotiche:
- a sinistra, una scena di lotta con due soldati armati di scudo e mazza che combattono;
- al centro, un terzo soldato protetto da un elmo e armato di spada colpisce con una mazza un gigante, rappresentato con dei tentacoli al posto delle dita;
- frammenti con parte di un elmo, la testa di un cavallo, forse un drago con le fauci aperte e una lingua di fuoco;
- nel registro inferiore, la figura di un mostro con le squame che ingoia una donna nuda.[13]

Verso la fine del XIV secolo venne continuata la decorazione con un affresco raffigurante San Giorgio e la principessa, di cui resta soltanto il frammento di una cornice presso la vela dell'avvolto. Nel 1926 l'opera fu infatti rimossa e trasferita al Castello del Buonconsiglio). Ezio Chini ha attribuito l'affresco a Giovanni da Volpino, pittore (o bottega con più artisti) dalla discussa identificazione attivo tra gli anni '70 e '90 del Trecento nelle valli di Non e di Sole, in particolare nelle vicine chiese di San Giorgio a Lover e di San Vigilio a Molveno.
Infine sulla parete destra, l'arco santo e la zona absidale, ovvero la parte più recente della chiesa, risalente alla riedificazione quattrocentesca, sono presenti altri affreschi attribuiti alla cerchia dei Baschenis:
- sull'arco santo, scena dell'Annunciazione, a sinistra l'angelo e a destra dell'arco Maria. Sullo sfondo emergono architetture di una città medievale.
- Nel catino absidale: in alto è presente il Cristo pantocratore in mandorla, fiancheggiato dai simboli degli evangelisti; nel registro centrale entro nicchie dipinte gli Apostoli e in posizione centrale San Giorgio con il drago, infine nel registro inferiore un finto tessuto rosso e verde.[18]
- Sulla parete destra un riquadro raffigurante la Crocifissione con la Madonna e San Giovanni Battista realizzata nel 1472 (con aggiunta settecentesca delle aureole e della cornice), infine altri due riquadri raffiguranti i Santi Sebastiano e Rocco e il Martirio di San Bartolomeo.[19]